# Игра (станция)
Игра́ — железнодорожная станция Ижевского региона Горьковской железной дороги в посёлке Игра Игринского района Удмуртской Республики.

## История
Открыта в 1945 году. В 2005 году в поселке Игра открыт музей, посвященный истории станции и строительства железной дороги Ижевск-Балезино.
Ранее на станции существовало деревянное здание железнодорожного вокзала (в данный момент разобрано).
Станция осуществляет продажу пассажирских билетов, приём и выдачу багажа, а также приём и выдачу повагонных и мелких отправок с подъездных путей, грузов в универсальных контейнерах, повагонных отправок грузов, требующих хранения в крытых складах станций, мелких отправок грузов, допускаемых к хранению на открытых площадках.

## Дальнее следование по станции
| № поезда | Маршрут движения         | № поезда | Маршрут движения         |
| -------- | ------------------------ | -------- | ------------------------ |
| 131      | Санкт-Петербург — Ижевск | 132      | Ижевск — Санкт-Петербург |
| 325      | Пермь — Новороссийск     | 326      | Новороссийск — Пермь     |
| 367      | Киров — Кисловодск       | 368      | Кисловодск — Киров       |

## Пригородное сообщение по станции
По состоянию на 2020 год пригородное сообщение осуществляется по следующим направлениям:
| № поезда  | Маршрут движения  | № поезда  | Маршрут движения  |
| --------- | ----------------- | --------- | ----------------- |
| 6878/6877 | Ижевск — Балезино | 6880/6879 | Балезино — Ижевск |
| 6454/6453 | Ижевск — Глазов   | 6456/6455 | Глазов — Ижевск   |